# Tsuchimikado-in no Kozaishō
Tsuchimikado-in no Kozaishō (土御門院小宰相, conosciuta anche come Shōmeimon-in no Kosaishō (承明門院小宰相? ); fl. XIII secolo) è stata una poeta giapponese waka del primo periodo Kamakura.
È considerata una delle Trentasei poetesse immortali.
Suo padre era Fujiwara no Ietaka ed era sorella di Fujiwara no Takesuke.
Ha servito come dama di corte dell'imperatore Tsuchimikado, dopo la guerra Jōkyū (1221), servì sua madre, Minamoto no Ariko moglie dell'imperatore Go-Toba (Go-Tobain Chugū).
Partecipò a vari concorsi di waka nel 1236, 1247, 1248, 1251, 1256, 1261 e 1265. Due delle sue poesie waka furono incluse nell'antologia imperiale Shinchokusen Wakashū, in totale 39 sue poesie sono state aggiunte in varie antologie.
Appare come personaggio episodico in Masukagami, un rekishi monogatari scritto nella seconda metà del XIV secolo.